# Bomarea chimboracensis
Bomarea chimboracensis är en alströmeriaväxtart som beskrevs av John Gilbert Baker. Bomarea chimboracensis ingår i släktet Bomarea och familjen alströmeriaväxter.
Artens utbredningsområde är Ecuador. Inga underarter finns listade i Catalogue of Life.